# اد مک‌ایلونی
اد مک‌ایلونی (انگلیسی: Ed McIlvenny; ۲۱ اکتبر ۱۹۲۴ – ۱۸ مهٔ ۱۹۸۹) بازیکن فوتبال اسکاتلندی‌تبار اهل ایالات متحده آمریکا بود.
از باشگاه‌هایی که در آن بازی کرده‌است می‌توان به باشگاه فوتبال ورکسام، باشگاه فوتبال واترفورد، و باشگاه فوتبال منچستر یونایتد اشاره کرد.
وی همچنین در تیم ملی فوتبال ایالات متحده آمریکا بازی کرده‌است.